# Adıyaman (stad)
Adıyaman is de hoofdstad (İlçe Merkezi) van het gelijknamige district en de provincie Adıyaman in Turkije. De plaats telt 611.037 inwoners (2025).

## Verkeer en vervoer

### Wegen
Adıyaman ligt aan de nationale weg D360 en de provinciale weg 02-01.
- Gemeinsame Normdatei: 4478957-9
- Library of Congress Control Number: n2005034362
- Nationale Bibliotheek van Israël: 987007487030605171
- TDVİA: adiyaman
- Virtual International Authority File: 136250151
- WorldCat: E39PBJr7VwvyjJPHjWKp4Vyw4q